# Seres András
Seres András (magyarországi publikációiban Komlósi Előd álnéven) (Krizba, 1935. március 23. – Árkos, 1992. november 25.) romániai magyar néprajzkutató.

## Életútja

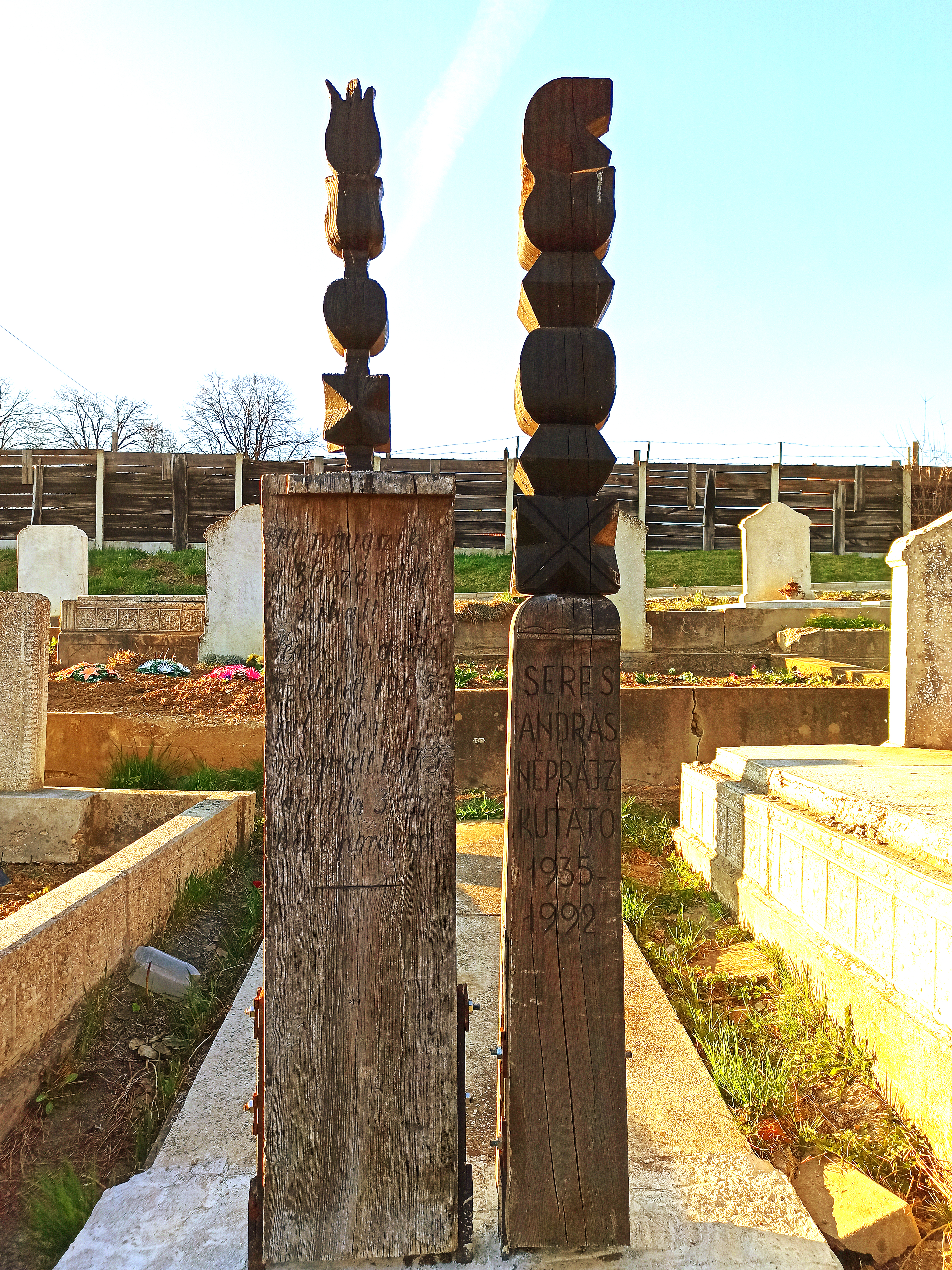
Seres András kopjafája a Krizbái evangélikus temetőben

Szakismeretét nem egyetemen szerezte. A diplomás kutatókkal szembeni hátrányát szorgalommal és kitartással tudta leküzdeni. 
Kezdetben autodidaktaként nem tudott érdeklődésének megfelelő állást találni magának, ezért tanulmányai befejezése után szülei mellett gazdálkodott, dolgozott a brassói cikóriagyárban, a Zsil-völgyi szénbányákban, valamint zootechnikusként a szülőfalujához közeli állatfarmokon. 
Életében fontos fordulópontnak számított, amikor a sepsiszentgyörgyi Népi Alkotások Háza és Művészeti Tömegmozgalom Kovászna Megyei Központjához került (1971), ahol haláláig dolgozott. 
1992-ben megtörten, elhagyatva hunyt el lakásán, Árkoson, 57 éves korában. Munkásságának utólagos elismeréseként 2010-ben Négyfaluban posztumusz díszpolgári címet kapott.

## Munkássága
Legfőbb kutatási területe, szülőföldje, a Barcaság néprajza, ezen belül főleg a kerámia, a hímzés, a bútorfestés és a folklór kutatásában ért el jelentős eredményeket.
Jó érzékkel lelte meg a kevéssé kutatott, izgalmas témákat. Mivel egy alig ismert tájegység hagyományait vizsgálta, gyűjtései nagy jelentőségűek.
Idővel fokozatosan tágult a kutatási területének földrajzi határa (Fogaras vidéke, Háromszék, Gyimes, Moldva). Haláláig a gyűjtött anyagnak csak egy részét tudta feldolgozni.
A tárgyi kultúra iránti vonzódásának eredményeként kialakult gyűjteménye halála után jórészt elkallódott. Sok írása kéziratban maradt.
Egyéni fotókiállításai jelzik, hogy a tárgyak megörökítésénél fontos szempontnak tartotta azok esztétikai értékének hangsúlyozását. A Magyar néprajzi lexikon köteteinek az összeállításához számos általa készített fényképet használtak fel.
Felelősséget érzett a helyi naiv és amatőr művészek támogatására. Munkájukból számos kiállítást szervezett.

## Főbb művei
- Népi hímzéseink. I. Barcasági csángó leányingek hímzésmintái. Népi Alkotások és a Művészeti Tömegmozgalom Kovászna Megyei Irányító Központja, Sepsiszentgyörgy-Csíkszereda, 1972
- Népi hímzéseink. II. Barcasági csángó férfiingek, menyecskeingek, öregasszonyingek és díszkendők hímzésmintái. Népi Alkotások és a Művészeti Tömegmozgalom Kovászna Megyei Irányító Központja, Sepsiszentgyörgy-Csíkszereda, 1973
- Meşteri populari. Florile lui Bálint András – Népi mesterek. Bálint András virágai. Centrul Judeţean de Îndrumare a Creaţiei Populare şi a Mişcării Artistice de Masă Covasna – Népi Alkotások és a Művészeti Tömegmozgalom Kovászna Megyei Irányító Központja, Sf. Gheorghe-Sepsiszentgyörgy, 1974
- Kovászna megye régi fazekas központjai. In: Székely Zoltán – Gazda Klára – Kovács Sándor – Kozák Albert (szerk.): Aluta VI-VII. Studii şi comunicări – Tanulmányok és közlemények. Sepsiszentgyörgyi Múzeum. Sepsiszentgyörgy, 1974-1975. 267-305.
- Az ifjúság téli mulatsága Bodza, Barcaság, Erdővidéken, valamint a Nagyküküllő, Nyikó és Homoród mentén. In: Székely Zoltán – Gazda Klára – Kovács Sándor – Kozák Albert – Zágoni Jenő (szerk.): Aluta VIII-IX. Studii şi comunicări – Tanulmányok és közlemények. Sepsiszentgyörgyi Múzeum. Sepsiszentgyörgy, 1976-1977. 329-342.
- Hétfalusi „csángó bútor". In: Kós Károly (szerk.): Népismereti Dolgozatok, 1976. Kriterion Könyvkiadó. Bukarest, 1976. 103-112.
- A fogarasföldi népi fazekasságról. In: Kós Károly – Faragó József (szerk.): Népismereti Dolgozatok 1980. Kriterion Könyvkiadó. Bukarest, 1980. 92-99.
- Erdők, vizek csodás lényei Háromszéken és a környező vidékeken. In: Kós Károly – Faragó József (szerk.): Népismereti Dolgozatok 1981. Kriterion Könyvkiadó, Bukarest, 1981. 185-196.
- A naiv művészet mesterei. Kovászna Megyei Szocialista Művelődési és Nevelési Bizottság. Sepsiszentgyörgy, 1982
- Barcasági magyar népköltészet és népszokások. Sajtó alá rendezte Keszeg Vilmos. Kriterion Könyvkiadó, Bukarest, 1984
- Csángómagyar daloskönyv. Moldva, 1972–1988. A dallamokat lejegyzete Szabó Csaba. Héttorony Könyvkiadó, Budapest, 1991 (hasonmásban: 2013 + DVD-ROM)
- Kicsi Péter, nagy Péter. Tréfás mesék, adomák és anekdoták. Dacia Könyvkiadó, Kolozsvár, 1992
- Szemtanúk vallomásai az 1848-49-es szabadságharcról; Novos, Sepsiszentgyörgy, 1992
- Szenteltbot; Napkút, Bp., 2011 (Káva téka)
- Moldvai csángó garabonciások. In: Kós Károly – Faragó József (szerk.): Népismereti Dolgozatok 1994. Kriterion Könyvkiadó. Bukarest, 1994. 319-332.